# Сали Бутка
Сали Бутка (на албански: Sali Butka) е албански национален герой, революционер (качак), поет и делегат от Корча на Националния албански конгрес в Люшня.

## Биография
Сали Бутка е роден през 1857 година в корчанското село Бутка, тогава в Османската империя, днес в Албания, в големия албански род Фрашъри и е бекташ. Той принадлежи на поколение селски хора, които постепенно се образоват и се включват във въстанически чети чрез влиянието на албанската интелигенция. Сали Бутка става командир на редица чети и извършва въстанически действия през 1906 година в Южна Албания, тогава част от Османската империя под властта на Султан Абдул Хамид II. В началото на XX век събира пари и добитък от Яновени, Пилкати, Слимница и Тухол.
По образование самоук Сали Бутка започва да пише патриотични революционни поеми, които съвместяват натуралистични текстове с националистически теми, подсилвайки албанското национално самосъзнание. Неговите стихове са пяти като песни на останалите неграмотни селяни.
Неговите революционни усилия продължават и през следващите години, особено през Балканските войни (1912 - 1913), когато се противопоставя на гръцките части в Загар и Фуша, и Първата световна война (1914 - 1918). Подобно на повечето тоски и геги революционери на Македонския фронт подпомага войските на Централните сили. Сали Бутка и неговата чета са отговорни за разрушаването на части от проспериращия град Москополе през 1916 година и елиминирането на всички прогръцки и проармънски групи там. Бегълците от Москополе се насочват както във владяните от Гърция територии, така и към Корча.
През 1920 година е делегат от Корча на Националния албански конгрес в Люшня. Умира на 24 октомври 1938 година в Ерсека. В съвременното албанско общество е считан от армъните за престъпник, докато албанските националисти го възприемат като национален герой.